# أوسكار ميلينديز
أوسكار ميلينديز (بالإنجليزية: Óscar Meléndez)‏ هو مغني أمريكي، ولد في 21 مارس 1966 في سان خوان في الولايات المتحدة.